# Gurre Sø
Gurre Sø är en sjö i Danmark. Den ligger i Region Hovedstaden, 40 km norr om Köpenhamn. Gurre Sø ligger 25 meter över havet. Arean är 1,3 kvadratkilometer. Den sträcker sig 1,7 kilometer i nord-sydlig riktning, och 1,9 kilometer i öst-västlig riktning.
Den ligger på ön Sjælland, strax väster om Helsingør. Sydöst om sjön ligger den lilla byn Gurre, känt för medeltidsruinen Gurre slott. Sjön är omgiven av skog, i norr och öster Horserød Hegn och i söder Gurre Vang. 